# Mikel Salas Zamora
Mikel Salas Zamora (Pamplona, 1970) és un músic navarrès, compositor de bandes sonores de cinema.

## Biografia
Als nou anys no el van admetre al Conservatori de Navarra i fins als 14 anys no va començar la guitarra. Ha treballat amb directors de cinema com Paco Plaza, Félix Viscarret, Manuela Burló Moreno i Álvaro Fernández Armero, amb artistes com Enrique Morente, Christina Rosenvinge, Teresa Salgueiro (Madredeus), Oreka TX o Ara Malikian, i amb organitzacions com el Museu Arqueològic Nacional d'Espanya, TVE, Discovery Channel, Volkswagen, la Comissió Europea, Nacions Unides i Doha Film Institute.
Va començar fent bandes sonores per a curtmetratges el 1994, i va debutar amb els llargmetratges El segon nom (2002) i Romasanta (2004), ambdós de Paco Plaza. Assoliria el reconeixement amb la banda sonora de Bajo las estrellas (2007), amb la que fou nominada al Goya a la millor música original. Pel seu treball a Benvingut a Farewell-Gutmann (2008) fou nominat al Gaudí a la millor música original i va guanyar la Bisnaga de Plata a la millor música al Festival de Màlaga. El 2009 va fer la banda sonora de Mal día para pescar, per la que fou guardonat amb el premi a la millor banda sonora al Festival de Cinema d'Espanya de Tolosa de Llenguadoc.

## Filmografia
- El segon nom (2002)
- Romasanta (2004)
- Bajo las estrellas (2007)
- Aqua, el riu vermell (2007)
- Benvingut a Farewell-Gutmann (2008)
- Mal día para pescar (2009)
- América (2010)
- Desafío 14+1 El Everest sin O2 (2011)
- REC 3: Gènesi (2012)
- Las ovejas no pierden el tren (2014)
- Mr. Kaplan (2014)
- Vientos de La Habana (2016)
- Saura(s) (2017)
- Elkarrekin Together (2017)
- Interperie (2019)